# Göran Nordahl
Göran Nordahl, född 22 november 1928 i Hörnefors församling i Västerbottens län, död där 19 oktober 2019, var en svensk fotbollsspelare och tvillingbror till Gösta Nordahl. Göran Nordahl följde med sin bror till IFK Norrköping och senare även till IFK Holmsund. Han spelade några A-lagsmatcher för Norrköping men återvände sedan hem efter något år. Göran Nordahl bodde de sista åren av sitt liv i Hörnefors.

### Fotnoter
1. ↑  Sveriges dödbok 1830–2020, Version 8.01, Sveriges Släktforskarförbund: Nordahl, Göran
2. ↑  ”Göran Nordahl” (på svenska). Västerbottenskuriren. 26 oktober 2019. https://www.vk.se/2019-10-26/goran-nordahl-hornefors. Läst 29 oktober 2019.